# Guido De Rosso
Guido De Rosso, nacido el 28 de septiembre de 1940 en Farra di Soligo, en la Provincia de Treviso en Venecia, es un antiguo ciclista italiano.

## Biografía
Profesional de 1962 a 1969, cabe destacar entre sus victorias el Tour de Romandía en su primer año y el Campeonato italiano de fondo en carretera en 1964.

## Palmarés
| 1960 - Trofeo Banca Popular de Vicenza 1961 - Tour del Porvenir, más 2 etapas 1962 - Tour de Romandía 1963 - 1 etapa del Tour de Romandía - Tour de Tessin - Giro del Trentino 1964 - Campeón de Italia en ruta - Trofeo Matteotti - Milan-Vignola - Coppa Placci - 3.º en el Giro de Italia | 1965 - Trofeo Matteotti - Milan-Vignola 1966 - Giro di Campania 1967 - Giro del Piamonte |

## Resultados en las grandes vueltas
| Carrera         | 1962 | 1963 | 1964 | 1965 | 1966 | 1967 | 1968 | 1969 |
| --------------- | ---- | ---- | ---- | ---- | ---- | ---- | ---- | ---- |
| Giro de Italia  | 16.º | 4º   | 3º   | 10º  | Ab.  | -    | -    | Ab.  |
| Tour de Francia | -    | -    | -    | 7º   | Ab.  | -    | -    | -    |
| Vuelta a España | -    | -    | -    | -    | -    | Ab.  | -    | -    |
| Mundial en Ruta | -    | 25.º | Ab.  | 41.º | -    | -    | -    | -    |